# 吕门
吕门（荷蘭語：Lummen，荷蘭語發音：[ˈlʏmə(n)]）是比利时弗拉芒大區林堡省哈瑟爾特區的一个市镇，西北与弗拉芒布拉班特省接壤，通行荷蘭語，是弗拉芒社群的一部分，面积53.38平方千米，人口14,762人（2018年1月1日）。